# Leucopsila stylifera
Leucopsila stylifera és una espècie d'esponja calcària, marina i amb espícules formades per carbonat de calci. L'esponja és l'única espècie del gènere Leucopsila, de la família Baeriidae. El nom científic de l'espècie va ser publicat per primera vegada el 1870 per Oscar Schmidt.